# 6-Stunden-Rennen von Indianapolis 2024

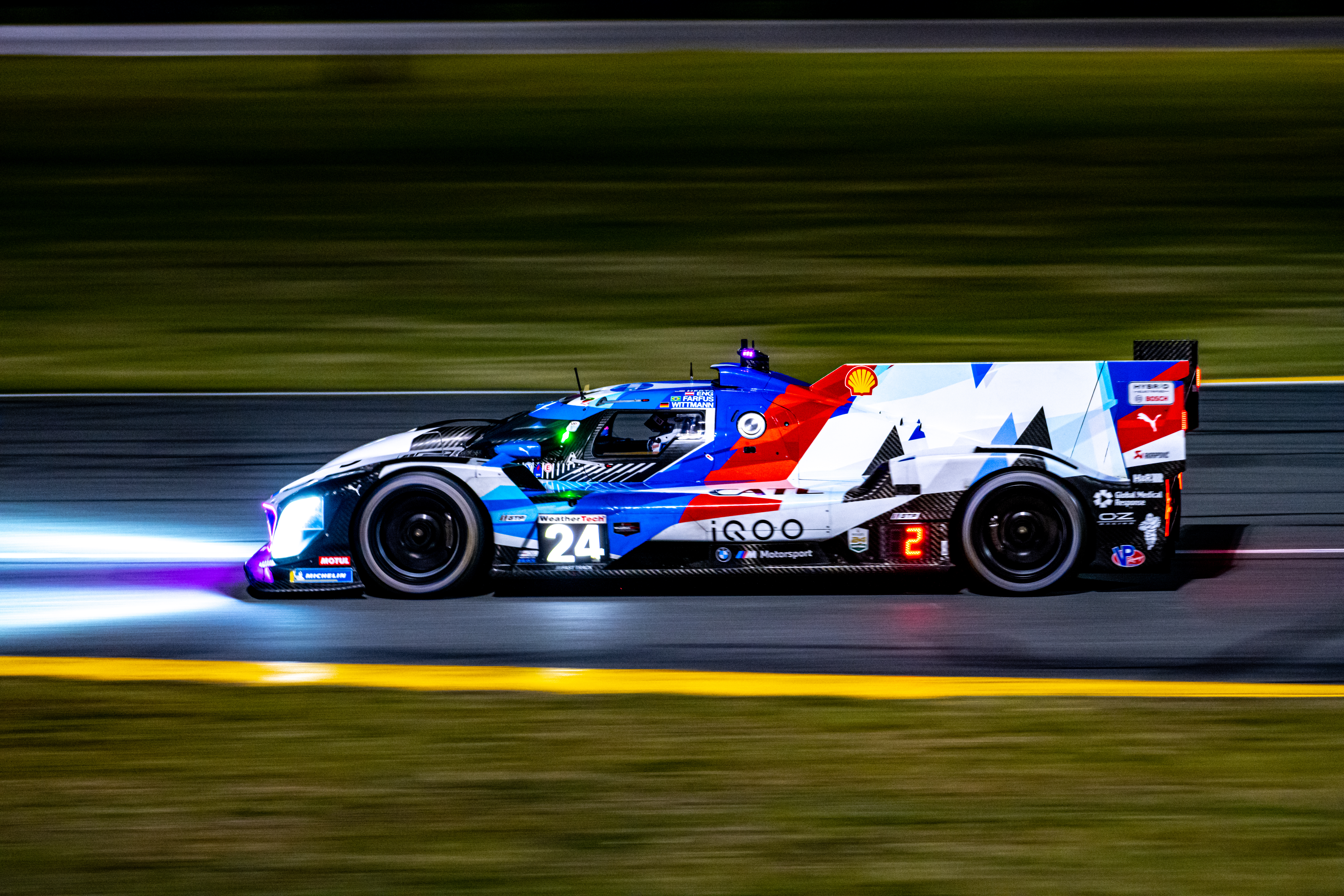
BMW M Hybrid V8 mit der Startnummer 24; Siegerwagen von Philipp Eng und Jesse Krohn, hier beim 24-Stunden-Rennen von Daytona 2023

Das 6-Stunden-Rennen von Indianapolis 2024, auch 2024 IMSA Battle on the Bricks, fand am 22. September auf dem Indianapolis Motor Speedway statt und war der zehnte Wertungslauf der IMSA WeatherTech SportsCar Championship dieses Jahres.

## Das Rennen
Beim Rennen auf dem Grand-Prix-Kurs des Indianapolis Motor Speedway gelang BMW mit dem M Hybrid V8 der reguläre Gesamtsieg in der Meisterschaft. BMW gewann 2023 zwar das 6-Stunden-Rennen von Watkins Glen, profitierte dabei aber von der Disqualifikation des als Erster abgewinkten Porsche 963 von Mathieu Jaminet und Nick Tandy. 2024 war die jeweils richtige Reifenwahl bei den schwierigen Wetterbedingungen rennentscheidend. Nach dem starken Regen zu Rennbeginn wechselten die beiden BMWs als Erste im Feld auf Trockenreifen, als die Strecke aufzutrocknen begann. Am Ende siegten Philipp Eng/Jesse Krohn vor dem Teamkollegen Connor De Phillippi/Nick Yelloly. Philipp Eng äußerte sich nach dem Rennen: „Für mich persönlich ist dieser Sieg sehr emotional, weil ich hier in Nordamerika harte Zeiten erlebt habe, in denen die erhofften Ergebnisse einfach nicht kommen wollten.“ Auch Teamkollege Nick Yelloly zeigte sich sehr zufrieden: „Was für ein fantastisches Teamergebnis. Ich freue mich unglaublich für das Team, das nach der guten Saison 2023 mit einem Sieg und fünf Podiumsplätzen dieses Jahr durch harte Zeiten gehen musste. Sie nun mit diesem Zweifachsieg belohnen zu können, ist großartig. Ich freue mich auch für Philipp und Jesse, die ihren ersten Sieg wirklich verdient haben.“

## Ergebnisse

### Schlussklassement
| 1           | GTP     | 24  | BMW M Team RLL                             | Philipp Eng Jesse Krohn                             | BMW M Hybrid V8                  | 219 |
| 2           | GTP     | 25  | BMW M Team RLL                             | Connor De Phillippi Nick Yelloly                    | BMW M Hybrid V8                  | 219 |
| 3           | GTP     | 85  | JDC–Miller MotorSports                     | Philip Hanson Tijmen van der Helm Richard Westbrook | Porsche 963                      | 219 |
| 4           | GTP     | 10  | Wayne Taylor Racing with Andretti          | Filipe Albuquerque Ricky Taylor                     | Acura ARX-06                     | 219 |
| 5           | GTP     | 5   | Proton Competition Mustang Sampling        | Gianmaria Bruni Bent Viscaal Alessio Picariello     | Porsche 963                      | 218 |
| 6           | GTP     | 01  | Cadillac Racing                            | Sébastien Bourdais Renger van der Zande             | Cadillac V-Series.R              | 216 |
| 7           | LMP2    | 11  | TDS Racing                                 | Mikkel Jensen Hunter McElrea Steven Thomas          | Oreca 07                         | 215 |
| 8           | LMP2    | 52  | Inter Europol by PR1 Mathiasen Motorsports | Nicholas Boulle Tom Dillmann Jakub Śmiechowski      | Oreca 07                         | 215 |
| 9           | LMP2    | 18  | Era Motorsport                             | Ryan Dalziel Dwight Merriman Connor Zilisch         | Oreca 07                         | 215 |
| 10          | GTP     | 6   | Porsche Penske Motorsport                  | Mathieu Jaminet Nick Tandy                          | Porsche 963                      | 219 |
| 11          | GTP     | 40  | Wayne Taylor Racing with Andretti          | Louis Delétraz Jordan Taylor                        | Acura ARX-06                     | 219 |
| 12          | LMP2    | 99  | AO Racing                                  | Matthew Brabham Paul-Loup Chatin P. J. Hyett        | Oreca 07                         | 215 |
| 13          | LMP2    | 74  | Riley                                      | Josh Burdon Felipe Fraga Gar Robinson               | Oreca 07                         | 214 |
| 14          | LMP2    | 88  | Richard Mille AF Corse                     | Nicklas Nielsen Luís Pérez Companc Dylan Murry      | Oreca 07                         | 214 |
| 15          | LMP2    | 22  | United Autosports USA                      | Paul di Resta Bijoy Garg Dan Goldburg               | Oreca 07                         | 214 |
| 16          | LMP2    | 8   | Tower Motorsports                          | Michael Dinan Charlie Eastwood John Farano          | Oreca 07                         | 213 |
| 17          | GTP     | 7   | Porsche Penske Motorsport                  | Dane Cameron Felipe Nasr                            | Porsche 963                      | 212 |
| 18          | GTD-Pro | 77  | AO Racing                                  | Laurin Heinrich Michael Christensen                 | Porsche 911 GT3 R (992)          | 208 |
| 19          | GTD-Pro | 64  | Ford Multimatic Motorsports                | Mike Rockenfeller Harry Tincknell                   | Ford Mustang GT3                 | 208 |
| 20          | GTD-Pro | 3   | Corvette Racing                            | Antonio García Alexander Sims                       | Chevrolet Corvette Z06 GT3.R     | 208 |
| 21          | GTD-Pro | 14  | Vasser Sullivan                            | Ben Barnicoat Jack Hawksworth                       | Lexus RC F GT3                   | 208 |
| 22          | GTD-Pro | 23  | Heart of Racing Team                       | Ross Gunn Alex Riberas                              | Aston Martin Vantage AMR GT3 Evo | 208 |
| 23          | GTD     | 27  | Heart of Racing Team                       | Roman De Angelis Mario Farnbacher                   | Aston Martin Vantage AMR GT3 Evo | 208 |
| 24          | GTD     | 75  | SunEnergy1 Racing                          | Kenny Habul Jordan Love Chaz Mostert                | Mercedes-AMG GT3 Evo             | 208 |
| 25          | GTD-Pro | 1   | Paul Miller Racing                         | Bryan Sellers Madison Snow Neil Verhagen            | BMW M4 GT3                       | 208 |
| 26          | GTD-Pro | 62  | Risi Competizione                          | Davide Rigon Daniel Serra                           | Ferrari 296 GT3                  | 207 |
| 27          | GTD     | 120 | Wright Motorsports                         | Adam Adelson Jan Heylen Elliott Skeer               | Porsche 911 GT3 R (992)          | 207 |
| 28          | GTD     | 96  | Turner Motorsport                          | Robby Foley Patrick Gallagher Jake Walker           | BMW M4 GT3                       | 207 |
| 29          | GTD-Pro | 9   | Pfaff Motorsports                          | Oliver Jarvis Marvin Kirchhöfer                     | McLaren 720S GT3 Evo             | 207 |
| 30          | GTD     | 32  | Korthoff Preston Motorsports               | Mikaël Grenier Kenton Koch Mike Skeen               | Mercedes-AMG GT3 Evo             | 207 |
| 31          | GTD     | 78  | Forte Racing                               | Devlin DeFrancesco Misha Goikhberg Loris Spinelli   | Lamborghini Huracán GT3 Evo 2    | 207 |
| 32          | GTD     | 57  | Winward Racing                             | Indy Dontje Philip Ellis Russell Ward               | Mercedes-AMG GT3 Evo             | 207 |
| 33          | GTD     | 13  | AWA                                        | Matthew Bell Orey Fidani Lars Kern                  | Chevrolet Corvette Z06 GT3.R     | 207 |
| 34          | GTD     | 47  | Cetilar Racing                             | Antonio Fuoco Roberto Lacorte Giorgio Sernagiotto   | Ferrari 296 GT3                  | 207 |
| 35          | GTD     | 90  | Kellymoss with Riley                       | Kay van Berlo Riley Dickinson Jake Pedersen         | Porsche 911 GT3 R (992)          | 207 |
| 36          | GTD     | 70  | Inception Racing                           | Brendan Iribe Ollie Millroy Frederik Schandorff     | Ferrari 296 GT3                  | 206 |
| 37          | GTD     | 45  | Wayne Taylor Racing with Andretti          | Graham Doyle Danny Formal Kyle Marcelli             | Lamborghini Huracán GT3 Evo 2    | 206 |
| 38          | GTD     | 44  | Magnus Racing                              | Andy Lally John Potter Spencer Pumpelly             | Aston Martin Vantage AMR GT3 Evo | 206 |
| 39          | GTD     | 86  | MDK Motorsports                            | Brendon Leitch Anders Fjordbach Kerong Li           | Porsche 911 GT3 R (992)          | 206 |
| 40          | GTD     | 56  | DragonSpeed                                | Henrik Hedman Rasmus Lindh Toni Vilander            | Ferrari 296 GT3                  | 205 |
| 41          | GTD     | 43  | Andretti Motorsports                       | Jarett Andretti Gabby Chaves Scott Hargrove         | Porsche 911 GT3 R (992)          | 205 |
| 42          | GTD-Pro | 4   | Corvette Racing                            | Nicky Catsburg Tommy Milner                         | Chevrolet Corvette Z06 GT3.R     | 204 |
| 43          | GTD     | 80  | Lone Star Racing                           | Rui Andrade Scott Andrews Salih Yoluç               | Mercedes-AMG GT3 Evo             | 203 |
| 44          | GTD     | 66  | Gradient Racing                            | Tatiana Calderón Stevan McAleer Sheena Monk         | Acura NSX GT3 Evo22              | 193 |
| 45          | LMP2    | 2   | United Autosports USA                      | Ben Hanley Ben Keating Nico Pino                    | Oreca 07                         | 188 |
| 46          | GTD Pro | 65  | Ford Multimatic Motorsports                | Joey Hand Dirk Müller                               | Ford Mustang GT3                 | 164 |
| Ausgefallen |         |     |                                            |                                                     |                                  |     |
| 47          | GTD     | 55  | Proton Competition                         | Ben Barker Giammarco Levorato Corey Lewis           | Ford Mustang GT3                 | 162 |
| 48          | GTD     | 83  | Iron Dames                                 | Sarah Bovy Rahel Frey Michelle Gatting              | Lamborghini Huracán GT3 Evo 2    | 162 |
| 49          | LMP2    | 20  | MDK by High Class Racing                   | Dennis Andersen Scott Huffaker Seth Lucas           | Oreca 07                         | 158 |
| 50          | GTD     | 34  | Conquest Racing                            | Albert Costa Manny Franco Cédric Sibrrazzuoli       | Ferrari 296 GT3                  | 156 |
| 51          | GTP     | 63  | Lamborghini Iron Lynx                      | Matteo Cairoli Andrea Caldarelli Romain Grosjean    | Lamborghini SC63                 | 152 |
| 52          | GTD     | 21  | AF Corse                                   | François Hériau Simon Mann Miguel Molina            | Ferrari 296 GT3                  | 103 |
| 53          | GTD     | 023 | Triarsi Competizione                       | Riccardo Agostini Charlie Scardina Onofrio Triarsi  | Ferrari 296 GT3                  | 82  |
| 54          | GTP     | 31  | Whelen Cadillac Racing                     | Jack Aitken Tom Blomqvist Luís Felipe Derani        | Cadillac V-Series.R              | 66  |
| 55          | GTD     | 12  | Vasser Sullivan                            | Frankie Montecalvo Aaron Telitz Parker Thompson     | Lexus RC F GT3                   | 27  |
| 56          | GTD-Pro | 19  | Iron Lynx                                  | Luca Engstler Maximilian Paul                       | Lamborghini Huracán GT3 Evo 2    | 2   |

### Nur in der Meldeliste
Zu diesem Rennen sind keine weiteren Meldungen bekannt.

### Klassensieger
| Klasse  | Fahrer          | Fahrer              | Fahrer        | Fahrzeug                | Platzierung im Gesamtklassement |
| ------- | --------------- | ------------------- | ------------- | ----------------------- | ------------------------------- |
| GTP     | Philipp Eng     | Jesse Krohn         |               | BMW M Hybrid V8         | Gesamtsieg                      |
| LMP2    | Mikkel Jensen   | Hunter McElrea      | Steven Thomas | Oreca 07                | Rang 9                          |
| GTD-Pro | Laurin Heinrich | Michael Christensen |               | Porsche 911 GT3 R (992) | Rang 18                         |
| GTD     | Adam Adelson    | Jan Heylen          | Elliott Skeer | Porsche 911 GT3 R (992) | Rang 27                         |

### Renndaten
- Gemeldet: 56
- Gestartet: 56
- Gewertet: 46
- Rennklassen: 4
- Zuschauer: unbekannt
- Wetter am Renntag: starker Regen zu Beginn, danach trocken
- Streckenlänge: 4,192 km
- Fahrzeit des Siegerteams: 6:00:54,050 Stunden
- Gesamtrunden des Siegerteams: 219
- Gesamtdistanz des Siegerteams: 918,048 km
- Siegerschnitt: 152,63 km/h
- Pole Position: Sébastien Bourdais – Cadillac V-Series.R (#01) – 1:14,592 = 189,439 km/h
- Schnellste Rennrunde: Gianmaria Bruni – Porsche 963 (#5) – 1:16,229 = 185,370 km/h
- Rennserie: 10. Lauf zur IMSA WeatherTech SportsCar Championship 2024